# Arno Straube
Hans Arno Gustav Straube (* 25. Januar 1915 in Dresden; † 13. Februar 1945 ebenda) war ein deutscher Kletterer und Bergsteiger. Als Gegner des Nationalsozialismus wurde er 1934 zu zwei Jahren Zuchthaus verurteilt. Von 1946 bis 1991 war in Dresden eine Straße nach ihm benannt.

## Leben
Straube war bereits als Jugendlicher sehr sportbegeistert und liebte die Berge, so dass er frühzeitig Mitglied des Kletterklubs  „Bärensteiner 1910“ wurde. Dadurch lernte er damals viele bekannte Felskletterer und Bergsteiger kennen, von denen sich auch einige politisch betätigten.
Mit 15 Jahren wurde Arno Straube 1930 Mitglied der Roten Hilfe, der er bis Herbst 1932 angehörte, und mit 16 Jahren trat er in den Kommunistischen Jugendverband Deutschlands (KJVD) bei, wo er zunächst Agit-Pro-Leiter und später politischer Leiter der Zelle Neumarkt in Dresden wurde. Am 28. April 1933 wurde in Sachsen der Kommunistische Jugendverband Deutschlands von den Nationalsozialisten verboten. Kurz darauf wurde er von Horst Sindermann zum politischen Instrukteur für die Dresdner Stadtteile Altstadt, Zentrum und Johannstadt ernannt und arbeitete illegal für den KJVD weiter. Deshalb wurde Arno Straube, der damals eine Schriftmalerlehre begonnen hatte und in der Lindengasse 4 in Dresden wohnte, verhaftet und in Untersuchungshaft in der Gefangenenanstalt I in Zwickau genommen. Grund der Inhaftierung war der dringende Verdacht, es unternommen zu haben, den Zusammenhalt einer anderen politischen Partei als der NSDAP aufrechtzuerhalten und sich weiterhin an leitender Stelle aktiv als Mitglied des aufgelösten KJVD in Dresden betätigt zu haben.
Mehrere Monate dauerte der Strafprozess unter dem Namen „Sparschuh und Genossen“ gegen 69, meist Dresdner und Leipziger Jugendliche, die dem KJVD und der Sozialistischen Arbeiterjugend angehört hatten, darunter u. a. Martin Helas. Der Jüngste der Inhaftierten war 15 Jahre alt. Am 5. Mai 1934 verhängte das „Sondergericht für das Land Sachsen“ in Freiberg die betreffenden Urteile in Höhe von 32 Jahren Zuchthaus und 46 Jahren Gefängnis. Arno Straube wurde zu zwei Jahren Zuchthaus in Waldheim verurteilt. 1936 erfolgte seine Entlassung mit der Auflage, sich regelmäßig auf dem Polizeirevier zu melden. Dennoch leistete er auch später weiter Widerstand gegen den Nationalsozialismus, beispielsweise durch das Verteilen von Flugblättern des NKFD.
Da Straube seine Lehre nicht mehr fortsetzen konnte, wurde er arbeitslos und verdiente seinen Lebensunterhalt durch Maler- und Gelegenheitsarbeiten. Seinem Hobby, dem Bergsteigen, blieb er treu. 1938 trat der dem Kletterclub „Bergtreue 34“ bei. Bei Ausbruch des Zweiten Weltkrieges wurde er für wehrunwürdig erklärt, so dass ihm der Kriegsdienst erspart blieb. Er wurde Zeugwart im Sächsischen Bergsteigerbundes (SBB). In dieser Eigenschaft brachte er die wertvolle Vereinsbibliothek vor den Luftangriffen in Sicherheit und lagerte diese durch Vermittlung von Fritz Petzold in Schmilka, in einem von der dortigen Gemeinde bereitgestellten Raum sicher ein.
Am 13. Februar 1945 nahm er an der Sitzung des Sächsischen Bergsteigerbundes teil, die er jedoch früher verließ. Dadurch kam er mitten in die zweite Angriffswelle des Bombenangriffes. Seitdem gilt er als vermisst und wurde später für tot erklärt.

## Ehrungen
1946 wurde auf einstimmigen Beschluss des Rates der Stadt Dresden 1946 die bisherige Villiersstraße in Dresden nach Arno Straube benannt, um stellvertretend an den jahrelangen Widerstand der organisierten Dresdner Bergsteiger im Sächsischen Bergsteigerbund zu erinnern. Am 18. Oktober 1991 wurde die bisherige Arno-Straube-Straße auf Beschluss der Stadtverordnetenversammlung Dresden in Erich-Ponto-Straße umbenannt.